# 沈学斌
沈学斌（1925年11月—），男，汉族，浙江桐乡人，生于江苏徐州，中华人民共和国政治人物。曾任民革中央经社部副部长。第八届全国政协委员。